# Raimon

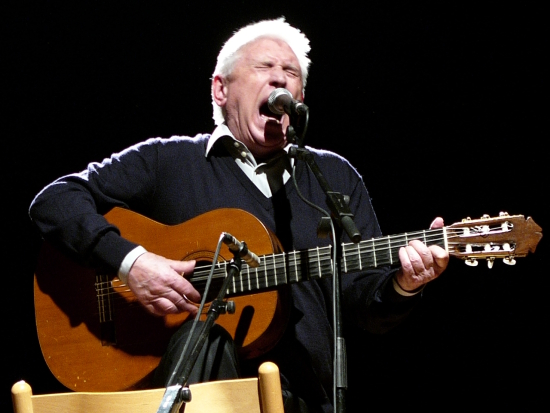
Raimon (2008)

Ramon Pelegero i Sanchis, Künstlername Raimon (* 2. Dezember 1940 in Xàtiva), ist ein valencianischer Singer-Songwriter der katalanischen Nova Cançó.

## Biographie
Raimon wurde am 2. Dezember 1940 in der Straße Carrer Blanc in Xàtiva geboren – ein Ort, den er auch häufig in seinen Liedern zitiert. Als Jugendlicher arbeitete er in der lokalen Radiostation, wo er erste Schritte in der Musikwelt machte und Künstler wie Juliette Gréco, The Platters oder Juanito Valderrama kennenlernte. Darüber hinaus lernte er viel über die Werke klassischer Musiker wie Vivaldi, Bach und Mozart.

### 1960er Jahre
Mit 16 zog er nach Valencia, um Geschichte zu studieren, worin er 1962 seinen Abschluss machte. Zu diesem Zeitpunkt lernte er die katalanische Kultur kennen und las Texte von Ausiàs March, Salvador Espriu, Josep Pla und anderen. Zuvor entstand sein erstes Lied, Al vent, inspiriert von der Erfahrung, Pakete mit dem Motorrad auszuliefern.
1962 trat Raimon erstmals öffentlich bei einer Literaturpreisverleihung auf; etwas später sang er auf einem Treffen in Castelló, an dem auch die Künstlergruppe Els Setze Jutges teilnahm. Josep Maria Espinàs war von ihm so beeindruckt, dass er ihn zu einem Auftritt auf das Fòrum Vergés nach Barcelona einlud. Die neue Form und der neue Inhalt seiner Lieder überraschte die Zuschauer. Er entfernte sich vom Stil der Setze Jutges, der vom Chanson inspiriert war; Raimons Lieder handelten nicht von der Welt des Bürgertums Barcelonas, sondern der valencianischen Arbeiterklasse. Mit dem Ende seines Studiums erschien sein erstes Album in Zusammenarbeit mit Joan Fuster, das die Lieder Al vent, Som, La Pedra und A cops enthielt. Es wurde von Edigsa veröffentlicht und war sehr erfolgreich. Daraufhin wurde er zum Festival de la Cançó Mediterrània, einem Musikfestival des katalanischen Liedguts, eingeladen. Nach anfänglichem Zögern nahm Raimon an, „aufgrund der Pflicht, dem Land und der Sprache zu dienen“. Das Stück gewann den – vom Publikum gewählten – ersten Preis: Von nun an wurde das katalanische Lied (zuvor als harmloses Phänomen einer Minderheit betrachtet) als politisch wahrgenommen und zog in Form von Verboten und Zensur die Aufmerksamkeit des franquistischen Regimes auf sich.
Nachdem Raimons zweite EP erschienen war, die trotz der Zensur großen Erfolg hatte, avancierten die katalanischen Lieder zu Hymnen der antifranquistischen Bewegung. 1964 erschien die dritte EP sowie eine LP, die unter anderem auch neue Versionen der zuvor erschienenen Lieder Al vent, Som, La Pedra enthielt.
1965 sang Raimon zum ersten Mal allein in der Aliança del Poble Nou in Barcelona, ohne die Unterstützung der Setze jutges oder anderer Sänger, mit denen er das Wort „recital“ (Rezital) in Umlauf brachte, um Lieder in diesem neuen Musikstil zu bezeichnen. Im selben Jahr begann seine Karriere auch im Ausland: Er wurde an die Universität Löwen in Belgien berufen und veröffentlichte eine EP mit vier Liebesliedern, gewidmet Annalisa Corti, die im Jahr darauf heiratete. Zu diesen Liedern gehörten En tu estime el món, Treballaré el teu cos und No sé com.
Noch im selben Jahr fand sein erster großer Auftritt am Institut Químic de Sarrià unter freiem Himmel statt. Davor hatte er weitere Konzerte in Paris und Deutschland gehabt und das Album Cançons de la roda del temps veröffentlicht, mit einem Cover von Joan Miró, in dem er zwölf Gedichte nach dem Lauf der Sonne und des Menschen nach einem Teil von Esprius Buch El caminant i el mur vertonte.
In Frankreich erschien ein Album, das den Francis-Carco-Preis, vergeben von der Académie du Disque Français, für den besten ausländischen Sänger erhielt. Dieses Album enthielt viele unzensierte und unbearbeitete Versionen von Liedern wie Diguem No oder Canço del que es queda, welches das Thema der Emigration aus Spanien behandelt.
1967 führte Raimon im Teatre Romea den ersten Abend von Rezitalen eines katalanischen Sängers durch. Nach einem Konzert am 28. Januar im Palau de la Música Catalana erschien das Album Raimon al Palau mit Aufnahmen von zwölf Liedern, viele davon unbearbeitet. Das Besondere am Album ist die intime Atmosphäre, die vermittelt wird, so dass Raimon nicht nur als Sänger wirkt, sondern auch als Übermittler einer sozialen und politischen Unzufriedenheit. Im selben Jahr erschien seine letzte EP, aus der Petita cançó de la teva mort, eine weitere Bearbeitung Esprius von Raimon, sowie País Basc (Baskenland) hervorgingen.
Im Jahr 1968 veröffentlichte er seine erste CD mit Discophon, mit dem Gedicht Indesinenter von Espriu. Noch im selben Jahr machte er zwei weitere bedeutende Rezitale – das eine auf einem Festival der Arbeiterbewegung, das andere an der Fakultät für Wirtschaft in Madrid. Außerdem hatte er weitere internationale Auftritte in Mexiko, Deutschland, Kuba und der Schweiz. Ein Jahr später veröffentlichte er eine weitere LP exklusiv in Frankreich, wiederum mit Themen, die in Spanien von der Zensur verboten worden wären.

### 1970er Jahre
1970 erschien die CD Per destruir aquell qui l’ha desert mit Arrangements katalanischer Gedichte aus dem 15. Jahrhundert, darunter vier von Ausiàs March und Desert d’amics, dessen ursprünglicher Titel Presoner („Gefangener“) von der Zensur geändert wurde. Des Weiteren enthält die Platte auch fünf Lieder mit Texten von Raimon selbst.
Nachdem 1971 eine weitere LP erschienen war, veröffentlichte er 1974 das Buch Poemes i cançons sowie ein weiteres Album in Zusammenarbeit mit Künstlern der französischen Avantgarde wie Michel Portal, das wiederum viele musikalische Bearbeitungen katalanischer Gedichte enthielt. Im selben Jahr erschienen zwei weitere Alben, eines in Frankreich und das andere nach einem Auftritt an der Universität Barcelona, auf der sich viele unbearbeitete Lieder finden, die alle einen bürgerrechtlichen Inhalt haben, so zum Beispiel auch No em mou el crit („Mich bewegt der Ruf nicht“).
Im Jahr 1975, als der Diktator Franco im Sterben lag, führte Raimon zum ersten Mal im Palau d’Esports de Montjuïc einen seiner Klassiker, Jo vinc d’un silenci, auf. Im folgenden Jahr sang er, voller Euphorie über die sich anbahnende Demokratie, im Pabellón Deportivo del Real Madrid, wobei dieses nur das erste von vier Konzerten sein sollte; die anderen jedoch wurden verboten. Die Atmosphäre dieses Konzerts bleibt im Doppelalbum El recital de Madrid erhalten. Beim Auftritt Sis Hores de Canço a Canet wurde während seines Liedvortrags eine große katalanische Flagge gehisst, was als emotionaler Höhepunkt des Abends bezeichnet worden ist.
Von da an versuchte Raimon, nicht nur als Widerstandskünstler in die Geschichte einzugehen, sondern seinen eigenen Weg zu gehen. Er spielte vier Konzerte im Palau d’esports in Barcelona, die sich jedoch immer weiter abgrenzten von Konzerten der Massenkultur. Außerdem begann er, Konzerte in Begleitung eines Kontrabassisten zu spielen, bevor er sogar mit einer gesamten Gruppe auftrat. Zuvor war er immer nur allein mit Gitarre aufgetreten.
Im Jahr 1979 erschien ein neues Album, das seine Konzerte im Palau de la Música enthielt, mit Gedichten von Espriu und March sowie eigenen Texten. In diesem Album ist ein poetischer Reifeprozess erkennbar.

### 1980er Jahre
Um sein gesamtes Werk zu sammeln und neu zu gruppieren, schrieb er 1981 alle seine Lieder mit neuen Arrangements von Manel Camp und Antoni Ros-Marbà um, was zu zehn Alben führte, auf denen er die Lieder den Themen entsprechend gruppierte, so zum Beispiel Orígens, Cançons d’amor oder Testimonis, die sich jeweils den ersten Werken, Liebesliedern und Live-Aufnahmen widmen.
1983 veröffentlichte er Les hores guanyades, ein Tagebuch mit Gedanken zum politischen Geschehen (unter anderem zum Putschversuch des 23. Februar), aber auch zu seiner künstlerischen Arbeit. Danach zog sich Raimon etwas aus der Öffentlichkeit zurück und nahm ein weiteres Album auf, das er 1984 veröffentlichte.
Das nächste Album im Jahr 1987 weist eine kurzfristige Nähe zur elektronischen Musik auf mit Instrumenten wie Schlagzeug und Synthesizer, wodurch die Gitarre, die Raimon sonst immer begleitete, in den Hintergrund trat.

### 1990er Jahre
1992 machte Raimon eine Tour nach Japan und hatte einige Auftritte an Universitäten der Vereinigten Staaten. Im selben Jahr überraschte er mit der Fernsehsendung Literal auf TVE-Catalunya, in der er sich mit Literatur und Kultur beschäftigte.
Am Sant Jordi 1993 fand ein großes Konzert im Palau Sant Jordi vor 18.000 Zuschauern statt zum dreißigsten Jubiläum seines ersten Liedes Al Vent. Mit ihm traten unter anderem Joan Manuel Serrat und Ovidi Montllor sowie der US-Folksänger Pete Seeger auf. Noch im selben Jahr veröffentlichte Raimon eine neue CD mit 121 Liedern zu verschiedensten Themen.
Anfang 1997 erschien eine weitere CD mit Arrangements von Manel Camp, Liedern von Ausiàs March und sechs eigenen Titeln, unter denen Soliloqui solipsista hervorsticht, nicht zuletzt wegen seines besonderen Musikvideos. Im selben Jahr wurde Raimon die Medalla d’Or de la Generalitat de Catalunya verliehen; einige Jahre zuvor hatte er noch die Auszeichnung Creu de Sant Jordi abgelehnt. Außerdem erhielt er den Jurypreis des Premi Ondas wegen seiner Bedeutung für die katalanische Musik. Er hatte weitere Auftritte in den katalanischsprachigen Teilen Spaniens und Frankreichs und spielte außerdem in Großbritannien. Bei einem der berüchtigtsten Auftritte des Jahres auf der Plaza de las Ventas in Madrid – in einer Hommage an den Politiker Miguel Ángel Blanco (der von der Terrororganisation ETA ermordet wurde) – wurde er ausgebuht, da manche Zuschauer es nicht akzeptieren wollten, dass er in der valencianischen Varietät des Katalanischen sang. Das Lied, um das es sich dabei handelte, war País Basc, das während der Franco-Diktatur verboten gewesen war. Der von TVE übertragene Auftritt hatte ein großes Echo.
Am Ende des Jahres erschien die CD Recitals al Palau mit einer Auswahl der oben genannten Lieder; gleichsam eine Anthologie Raimons, mit der er die Zeitlosigkeit seiner Musik darstellte. 1999 veröffentlichte er außerdem die Zusammenstellung seiner Liebeslieder Les cançons del amor.

### 2000er Jahre
Im Jahr 2000 erschienen diverse bis dahin unveröffentlichte Songs und neue Adaptionen von Gedichten aus dem 15. Jahrhundert von Autoren wie Jaume Roig oder Francí Guerau.
Am 21. März 2007 erhielt Raimon den Ehrenpreis der Spanischen Musikakademie und nahm im selben Jahr mit anderen Künstlern an der Aktion Volem tots els papers teil, die sich für die Aufarbeitung der franquistischen Diktatur einsetzte.
In den folgenden Jahren hatte er diverse weitere Auftritte, zum Beispiel auf einem Gedenkkonzert zu 40 Jahren des Rezitals oder an Universitäten.

### 2010er Jahre
Anfang 2011 erhielt er die Ehrendoktorwürde der Universität Alicante und veröffentlichte im selben Jahr eine weitere CD, die er auf landesweiten Konzerten präsentierte. 2012 feierte er das fünfzigste Jubiläum seines ersten Konzerts mit einer Ausstellung im Centre d’Art Santa Mònica in Barcelona, die Einsicht in Raimons Leben bot, unter anderem durch private Briefe, Sammlungen seiner Alben, aber auch Beiträge von anderen Künstlern. Außerdem fanden Konzerte an fünf europäischen Universitäten statt, so auch in Berlin, die das Interesse an Raimons Wirken sowie die Wichtigkeit seiner Lieder unterstrichen. Den Konzerten gingen außerdem Diskussionen voraus, die den Sänger in den gesellschaftspolitischen Kontext der Geschichte Spaniens stellten. Der Höhepunkt der Tour war das Konzert im Gran Teatre del Liceu in Barcelona.
2012 erhielt er die Medalla d’Or des Stadtrates von Barcelona und 2013 den Enderrock-Preis. 2014 wurde er mit dem 46. Ehrenpreis der katalanischen Literatur ausgezeichnet, als erster Sänger, der einen Preis dieser Größenordnung erhielt. Im selben Jahr wurde er mit der Medalla de Oro des Círculo de Bellas Artes de Madrid ausgezeichnet. Im Oktober 2015 erhielt er außerdem die Ehrenwürde der Generalitat Valenciana und das Große Kreuz des Ordens Jakobs I.
Ebenso im Jahr 2015 übergab Raimon die audiovisuelle Sammlung seiner Werke, genannt El Fons Raimon, an die Filmoteca de Catalunya, um eine dauerhafte Recherche zu seinen Liedern zu ermöglichen. Diese Sammlung besteht aus 176 Aufnahmen aus seiner gesamten künstlerischen Laufbahn. Sie enthält Berichte, Interviews und Konzerte aus aller Welt, zum Beispiel seine Tour in Tokio und Hiroshima 1992 oder sein Konzert im Palau Sant Jordi 1993.

## Diskographie
- 1964: Disc antològic de les seues cançons
- 1966: Raimon a l’Olympia
- 1966: Cançons de la roda del temps
- 1967: Raimon al Palau
- 1967: Raimon música sola
- 1968: Raimon en directe
- 1969: Raimon a Montserrat
- 1969: Sobre la pau. Contra la por (Olympia 2)
- 1970: Per destruir aquell qui l’ha desert
- 1971: Raimon
- 1971: Raimon en Montevideo
- 1971: Raimon. Catalonian protest songs
- 1972: En vivo
- 1972: Diguem no
- 1972: La noche
- 1974: A Víctor Jara
- 1974: Campus de Bellaterra
- 1974: T’adones amic…?
- 1976: El recital de Madrid
- 1977: Lliurament del cant
- 1979: Quan l’aigua es queixa
- 1981: Totes les cançons
- 1984: Entre la nota i el so
- 1985: Raimon canta
- 1987: Presències i oblit
- 1989: Canta Ausiàs March
- 1993: Integral
- 1993: Cançons
- 1995: I després de creure tant
- 1997: Ausiàs March / Raimon
- 1997: Cançons de mai
- 1997: Recitals al Palau
- 1999: Dotze cançons
- 1999: Les cançons d'amor
- 2000: Nova Integral 2000
- 2003: Clàssics i no
- 2003: Raimon-Espriu Poesia cantada
- 2006: Raimon a l’Olympia (1966–2006)
- 2011: Rellotge d’emocions